# Вера-и-Фигероа, Хуан Антонио де
Дон Хуан Антонио де Вера-и-Фигероа Авила-и-Суньига, граф де ла Рока (исп. Juan Antonio de Vera y Figueroa Ávila y Zúñiga, Conde de la Roca; 1583 год, Мерида — 20 ноября 1658 год, Мадрид) — испанский дипломат, историк и поэт.
Родился в Каталонии в 1583 году. Исполнял важные государственные должности, в числе которых был чрезвычайным послом в Савойе, Риме, Венеции и других итальянских городах-государствах. Занимался не без успеха поэзией; написал поэму «El Fernando o Sevilla restaurada, poema heroica escrito en los versos de la Jerusalem liberada del Tasso» (Милан, 1632). Его сочинения «el Embaxador» и «Epitome de la vida y hechos del emperador Carlos V» были переведены на французский язык. Умер в Мадриде в 1658 году.

## Сочинения
- «Vida de Santa Isabel de Portugal»
- «El Embaxador»,
- «Epitome de la vida y hechos de l’emperador Carlos V»,
- «El Fernando о Sevilla restaurada» и др.